# 서태훈
서태훈(徐泰勳, 1987년 7월 24일 ~)은 대한민국의 희극 배우이다.

## 생애
서태훈은 1987년 7월 24일 서울에서 태어났다. SBS 9기 특채 개그맨으로 《웃찾사》를 통해 데뷔하였으며, MBC 《하땅사》에서 잠시 활동하다가 현재는 KBS2 《개그콘서트》에서 활동중이었다. 지금은 KBS2 《개그콘서트》가 폐지되어서 가게를 차렸다. 개그맨으로는 드물게 방송 3사에 모두 출연한 경력이 있다. 과거에 송영길, 류근지, 김성원과 함께 《올라옵show》 멤버로도 활동하였다.또현재는《코미디빅리그》에서활동중이다.

## 학력
- 서울예술대학 시각디자인과

## 주요 활동

### 예능(코미디)
- MBC 《하땅사》
  - 〈설이별이〉
- SBS 《웃찾사》
  - 〈불안해〉
  - 〈귀여워〉
  - 〈함께하는 김 의원〉
  - 〈최강 조교 문 조교〉
- KBS Joy 《연예 매거진 엔터테이너스》
- 온게임넷 《한판만 시즌 3》
- KBS2 《개그콘서트》
  - 〈그땐 그랬지〉
  - 〈리얼리T〉
  - 〈디테일김〉
  - 〈불편한 진실〉
  - 〈티라노 연애조작단〉
  - 〈슈퍼스타 KBS〉발레리나를 사랑한 가수 역
  - 〈희극지왕 박성호〉
  - 〈우리는 1하나〉
  - 〈팀을 위한 길〉
  - 〈멘붕스쿨〉발연기 배우 지망생 역
  - 〈러브 아티스트스트스〉
  - 〈거지의 품격〉
  - 〈모던보이〉
  - 〈지구멸망보고서〉
  - 〈돌직구 청문회〉
  - 〈신사동 노랭이〉
  - 〈남자가 필요없는 이유〉바람둥이 남자친구 역
  - 〈전설의 레전드〉제갈 민 역
  - 〈소름〉
  - 〈대학로 로맨스〉남자친구 역
  - 〈취해서 온 그대〉바텐더 역
  - 〈존경합니다〉
  - 〈가장자리〉결혼한 새신랑 역
  - 〈비정상 교도소〉
  - 〈크레이지 러브〉집사 역
  - 〈은밀하게 연애하게〉서순경 역
  - 〈말해 Yes Or No〉
  - 〈핵존심〉
  - 〈아름다운 구속〉형사 역
  - 〈HER (허ㄹ)〉
  - 〈상남자들〉
  - 〈1대1〉거지 1호선 역
  - 〈남량특집(男凉特輯)〉김승혜의 남자친구 역
  - 〈억울한 영길씨〉진행자 역
  - 〈대통형〉대통령 역
  - 〈부담거래〉성질급한 변호사 역
  - 〈봇말려〉태훈봇 역
  - 〈연기돌〉영화감독 역
  - 〈퀴즈카페〉진행자 역
  - 〈순위 밖 순위〉
  - 〈올라옵Show〉
  - 〈기울어家〉
  - 〈#Scene봉선생〉
  - 〈러브라더〉
  - 〈랜덤 울화통〉주인공 역
  - 〈마이펫〉 수의사
- KBS2 《왕좌의 게임》
- KBS2 《어느날 갑자기 외.개.인》
- JTBC 《장르만 코미디》

### 예능(쇼·오락)
- KBS2 《해피투게더》344회 - 게스트 출연(공동 with 송소희, 김성경, 홍진호)
- MBC 《미스터리 음악쇼 복면가왕》 - 내 노래는 산지직송! 물고기자리 (참가자)
- KBS2 《TV는 사랑을 싣고》 - 추적 리포터
- KBS2 《펫 비타민》 - 패널
- TV CHOSUN 유튜브 《뉴민상》 게스트 - 임재백과 동반 출연

### 드라마
- 2016년 네이버 TV 웹드라마 《소녀접근금지》 - 훈태 역
- 2017년 네이버 TV 웹드라마 《배출하는 녀석들》 - 서래기 역

### CF
- 2008년 농심 후루룩국수 (with 이소연)

## 유행어
- 이게 리얼리티야. (리얼리T)
- 정말 감동적이야. (우리는 1하나, 팀을 위한 길)
- 아야야야야야야야야야야- (멘붕스쿨)
- 꺼이꺼이꺼이꺼이-꺼-이! (멘붕스쿨)
- 연-기할 꺼라고! (멘붕스쿨)
- ○○이라고! (멘붕스쿨)
- 뭐가? 소라라 그랬잖아! (남자가 필요없는 이유)
- 사랑해, 나도 사랑해, 사랑해, 사랑해, 사랑해. (남자가 필요없는 이유)
- 귀에 살쪘어? 왜 그래-오빠 무섭게! (남자가 필요없는 이유)
- 천재인데? (남자가 필요없는 이유)
- 이게 아니라 이건 안 돼요! (취해서 온 그대)
- 주문 안하실거면 나가세요! (취해서 온 그대)
- 나가 이 그지야! (취해서 온 그대)
- 취소 안 돼요! (취해서 온 그대)
- 존경합니다! (존경합니다)
- 시상에나-. (은밀하게 연애하게)
- 에? (핵존심)
- 하늘아! (아름다운 구속)
- 안녕하세요 민상씨~ (1대1)
- 오 예~ (1대1)
- 살 한 번 붙어봤습니다 (억울한 영길씨)
- 야 김승혜! (남량특집)
- 반성문 쓰세요~ (대통형)
- 저기 제 의뢰인 어디있습니까? (부담거래)
- 오디션 시작하도록 하겠습니다. (연기돌)
- 다음 주에는요. (퀴즈카페)
- 3, 2, 1! (퀴즈카페)
- 그럼, ☆☆아 니가 결정해. 누가 니의 남자인지. (올라옵show)

## 수상
- 2019년 KBS 연예대상 코미디부분 우수상

## 공연
- 뮤지컬 프리즌
- 광대의 한